# Josip Komorčec
Josip Komorčec (Mihovljan, 1937.) - hrvatski svećenik i kulturni djelatnik.

### Životopis
Rođen je u brojnoj obitelji od majke Jagice i oca Franje. Stariji brat monsinjor Dragutin Komorčec također je postao svećenik. Josip Komorčec od milja Pepek završio je Katolički bogoslovni fakultet u Zagrebu 1964.
Župnik župe Sveta Barbara djevica i mučenica Bedekovčina od 1972. do 2012. Došavši u Bedekovčinu pristupio ju obnovi unutrašnjosti i vanjštine župne crkve. Bilo je posla i na uređenju Župnog dvora. Poseban problem je bilo nadmudrivanje s tadašnjim vlastima oko izgradnje crkvenog objekta u središtu Bedekovčine.
Crkvene orgulje temeljito je uredio graditelj orgulja Filip Antolić iz Granešine kraj Zagreba. Zvonovi su bili na drvenoj konstrukciji što je zamijenjeno s željeznom. Zvonovi su elektrificirani s daljinjskim upravljanjem. Zidovi unutrašnjosti crkve su obojeni, a fresko i akvarel slike su očišćene. Uvedeno je grijanje na topli zrak. Popravljeno je krovište i pokrov crkve. Obnovljena je fasada i drenaža oko crkve. Gospodarski prostor ispod crkve je također obnovljen i prekriven.
Župni dvor je temeljito obnovljen. Uvedena je vodovodna voda. Prilaz do župnog dvora i crkve je asfaltiran. Između župnog dvora i crkve izvedeno je na župnom zemljištu veliko parkiralište i mala kapelica za okupljanje vjernika kod vjerskih proslava.
Konačno je 1991. završena župna kuća i katehetski centar „kod Grgića“ u centru Bedekovčine u kojoj je uređena kapela za oko 200 ljudi. Objekt je sagrađen po nacrtima arhitekta Velimira Neidhardta.
2010. za svoj rad dobiva priznanje Krapinsko-zagorske županije Plaketu za doprinos ugledu i promociji Krapinsko-zagorske županije.
2012. za svoj rad dobiva priznanje za životno djelo Općine Bedekovčina, 40. godina rada u župi Bedekovčina.

### Kulturno prosvjetni rad
1977. Izdaje ljetopis župe i mjesta, Bedekovčina 1727 - 1977.
1995. postaje prvi stalno zaposleni vjeroučitelj u Srednjoj školi Bedekovčina, dok je prije radio kao vanjski suradnik.
Član je Družbe "Braća Hrvatskoga Zmaja".
Član je i duhovnik udruge Muži zagorskog srca.
Svake godine tradicionalno na bijelu nedjelju blagosljiva motore i oldtajmere.
Sakupljač je knjižne građe (preko 20 000 knjižnih svezaka).